# Église vieille-orthodoxe pomore d'Estonie
L'Église vieille-orthodoxe pomore d'Estonie (en russe : Древлеправославная Поморская Церковь Эстонии), ou l'Union des communautés de vieux-croyants d'Estonie (en russe : Союз старообрядческих приходов Эстонии) est la plus importante des dénominations non presbytériennes (« sans prêtres ») des orthodoxes vieux-croyants en Estonie. Les vieux-croyants d'Estonie sont une minorité dans la minorité russe du pays.
Le chef de l'Église, président du Conseil suprême, est Pavel Grigorievich Varunin (depuis 1998).

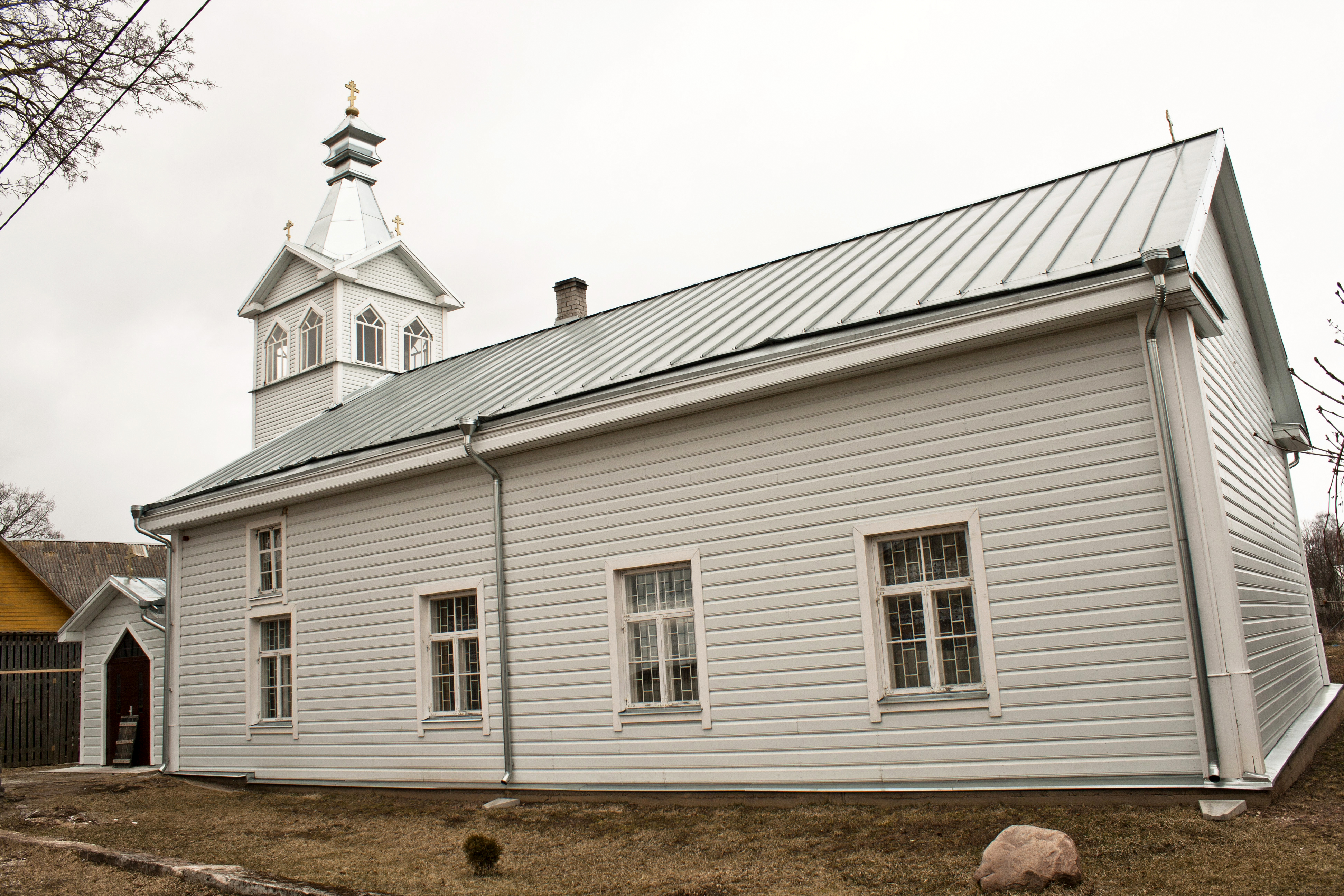
Église de Kallaste, région de Tartu, au bord du lac Peïpous

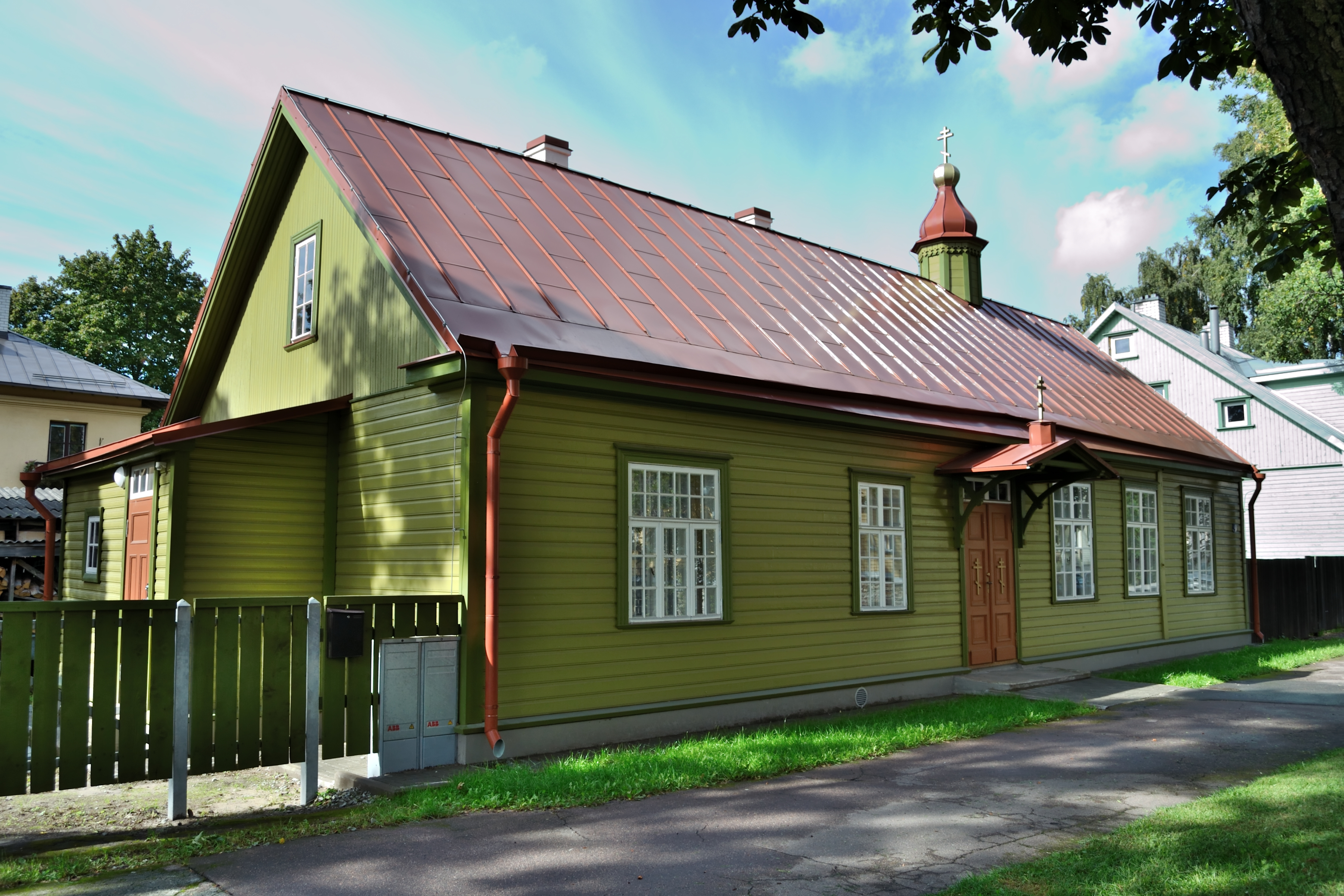
Église de Tallinn

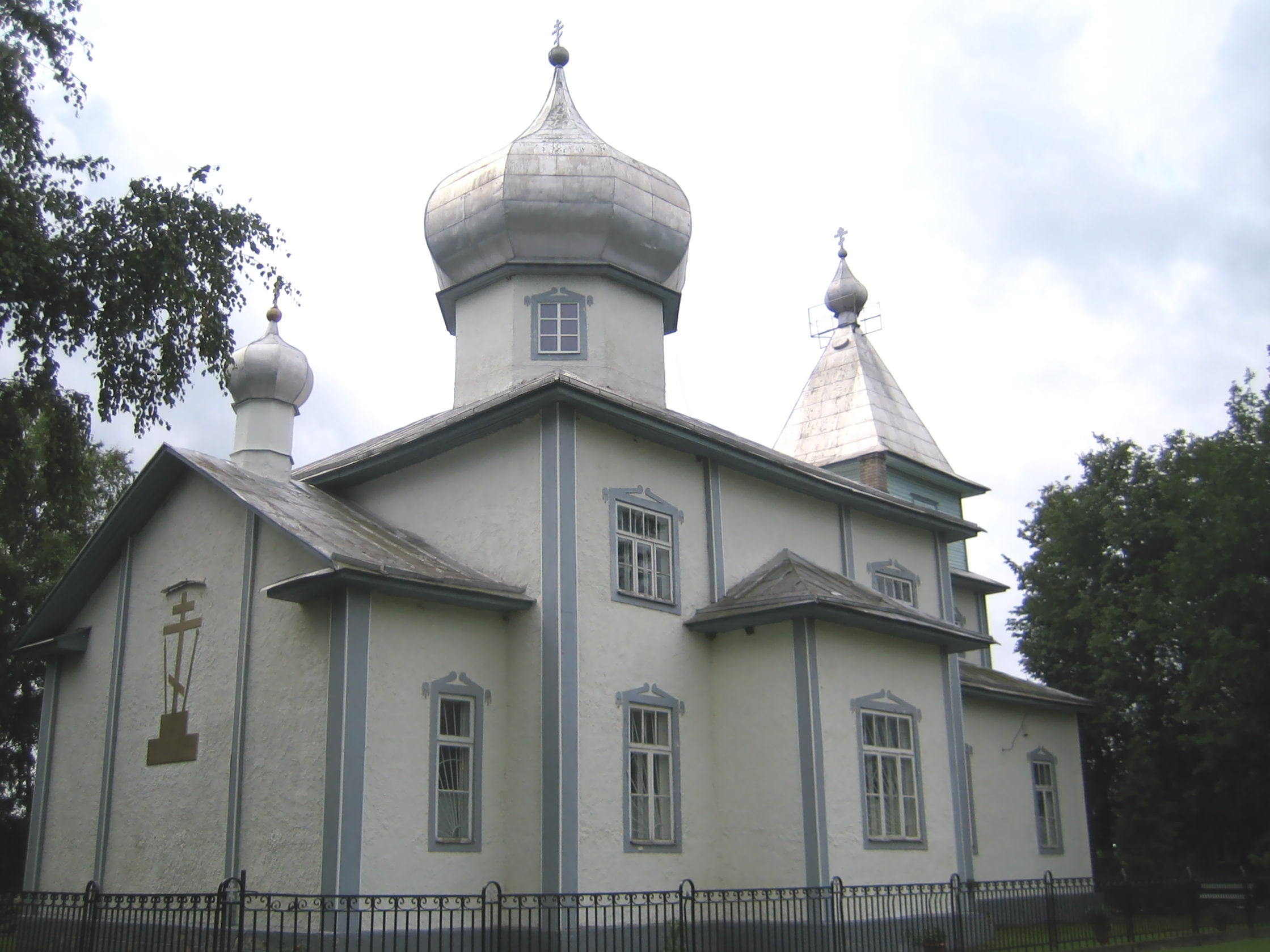
Église de Mustvee

L'Église est membre du Conseil unifié de l'Église vieille-orthodoxe pomore.

## Histoire

### Réformes du patriarche Nikon et Raskol
En 1653, le patriarche de Moscou Nikon introduit des modifications dans le rituel pour le rapprocher de l'usage byzantin. Ces réformes soulèvent la réprobation des traditionalistes de l'Église orthodoxe russe menés par l'archiprêtre Avvakoum,,. Le concile de 1666-1667 entérine les réformes et prononce l'anathème contre les opposants en les déclarant schismatiques. Ce schisme est généralement appelé « Raskol » ou « Raskol nikonien » (никонианский раскол) [par les vieux-croyants]. Les vieux-croyants vont être persécutés par l'État et l'Église officielle, avec une sévérité variable, jusqu'à la fin de l'Empire russe. Du fait de la répression, des communautés de vieux-croyants s'installent aux confins de l'Empire ou fuient et s'installent en dehors, notamment dans la république des Deux Nations.
Vers 1710, les vieux-croyants se divisent en deux branches :
- les vieux-croyants presbytériens (« avec prêtres ») ne renoncent pas au sacerdoce. Ils acceptent le ralliement de prêtres ordonnés dans l'Église « nikonienne » et cherchent à rétablir une Église avec une triple hiérarchie ;
- les vieux-croyants non-presbytériens (« sans prêtres ») renoncent définitivement au sacerdoce, considérant qu'il n'y a plus dans le monde une hiérarchie orthodoxe légitime.

### Vieux-croyants pomores et nouveaux-pomores
L'Église vieille-orthodoxe pomore ou « confession de Danilov » fut fondée en Carélie orientale par Danila Vikouline et les frères Denissov.

### Installation des vieux-croyants en Estonie
Le territoire de l'Estonie moderne a d'abord servi de lieu de refuge pour les vieux-croyants fuyant les persécutions, avant d'être intégré à l'Empire russe.
Il y a des Russes vivant dans l'Est du territoire de l'Estonie moderne depuis le XIIe siècle. Les premiers vieux-croyants se sont installés en Livonie (Estonie du Sud) à la fin du XVIIe siècle. Presque toutes les communautés de vieux-croyants étaient alors composées de Théodosiens (Fedoseevites).

### Empire russe
Le duché d'Estonie et la Livonie suédoise (dont la partie Nord correspond au Sud du territoire de l'Estonie moderne) passent sous domination russe en 1721 et deviennent le gouvernement d'Estonie et le gouvernement de Livonie. Les vieux-croyants qui y avaient trouver refuge y sont de nouveaux persécutés.
En 1905 (révolution russe de 1905), l'Édit de tolérance religieuse de Nicolas II met fin aux persécutions étatiques des vieux-Croyants qui cessent aussi d'être appelés schismatiques. S'ouvre alors une période d' « Âge d'or », qui va durer une dizaine d'années jusqu'à la révolution bolchevique, pendant laquelle les vieux-croyants vont pouvoir jouir de la liberté religieuse.
De 1907 à 1913, six communautés ont été officiellement enregistrées (trois pomores, deux vieilles-pomores et une théodosienne), mais d'autres communautés ne se sont pas enregistrées.

### Première république d'Estonie
- 1918 : indépendance de l'Estonie.
- 1928 : création d'une organisation centralisée.

### Occupations soviétique et allemande
En juin 1940, l'Estonie est occupée par l'armée soviétique, et est annexée en août.

### République socialiste soviétique d'Estonie
Après l'occupation (1940), puis l'annexion de l'Estonie et des deux autres pays baltes (1944-1991), le Conseil suprême des vieux-croyants situé à Vilnius en Lituanie n'a pas été fermé et est devenu de fait l'organe central de l'ensemble de l'Église vieille-orthodoxe pomore. Les Assemblées qui y eurent lieu en 1966 et 1974 réunirent des délégués venant de l'ensemble de l'Union, et donc de l'Estonie. La dernière réunion du Conseil de l'époque soviétique y a eu lieu en 1988, après quoi le processus de formation de différents Conseils locaux dans les différentes Républiques, puis dans les nouveaux États issus de la dislocation de l'URSS a commencé.

### Histoire moderne
- 1995 Rétablissement de l'Union des communautés de vieux-croyants d'Estonie.

## Doctrine et pratiques
L'Église vieille-orthodoxe pomore d'Estonie, conformément aux caractéristiques canoniques et historiques de l'Église vieille-orthodoxe pomore, n'a pas une triple hiérarchie (diacres, presbytres [prêtres], évêques), mais selon ses traditions et sa doctrine, elle est une et indivisible. Il existe un rite du service divin non sacerdotal. Toutes les fonctions sont occupées par des laïcs.
L'Église reconnaît tous les sacrements de l'Église orthodoxe mais ne peut en accomplir que deux, faute de prêtres : le sacrement du baptême et le sacrement du repentir (confession), qui sont autorisés aux laïcs. L'Église reconnaît et célèbre le rite du mariage.

## Organisation
L'Église est dirigée par le président du Conseil suprême.
Au niveau international, le Conseil suprême de l'Église d'Estonie est membre du Conseil unifié de l'Église vieille-orthodoxe pomore (nouveau nom depuis 2001, du Conseil international de coordination, créé en 1992).

### Structure territoriale
Les communautés locales, très autonomes, adhèrent à l'Église en acceptant la Charte qui la régie.
L'Église compte 11 communautés (2021) : 1 communauté à Tallinn, 1 à Tartu et 9 dans la région du lac Peïpous (Prichudie) : Mustvee, Raja, Kükita, Kallaste, Väike-Kolkja, Suur-Kolkja, Kasepää, Varnja et Piirissaar).

### Communautés locales par région (comté / maakond)
- Région de Harju :
  - Tallinn[9], église construite en 1930
- Région de Jõgeva :
  - Mustvee[10], église construite en 1927-1930
- Région de Tartu :
  - Peipsiääre - Kallaste[11], église construite en 1865-1913
  - Peipsiääre - Kasepää[12], église construite en 1902-1915
  - Peipsiääre - Kükita[13], église construite en 1949
  - Peipsiääre - Suur-Kolkja
  - Peipsiääre - Väike-Kolkja[14], église construite en 1877, restaurée en 2008
  - Peipsiääre - Raja[15], église construite en 1879-1910
  - Peipsiääre - Varnja[16], église construite en 1902-1903
  - Tartu linn (ville)[17], église construite en 1863
  - Tartu vald (commune rurale) - Piirissaar (Saare)[18] [île du Lac Peïpous], église construite en 1863

## Situation actuelle
Le rétablissement de l'indépendance de l'Estonie ouvre une nouvelle ère pour l'Église vieille-orthodoxe pomore d'Estonie. Les communautés peuvent se réorganiser officiellement, se faire enregistrer et mener leurs activités librement. Elles doivent toutefois faire face à de nombreux problèmes et défis :
- le vieillissement des membres des communautés, notamment des communautés rurales ;
- la perte du l'identité communautaire, notamment chez les jeunes ;
- le statut de la langue russe en Estonie ;
- les relations avec la Russie ;
- l'exode rural ;
- l'immigration ;
- l'urbanisation, et le besoin de créer de nouvelles communautés urbaines ;
- le prosélytisme, la pression et l'attirance des autres Églises ;
- la sécularisation ;
- l'adaptation à la modernité ;
- les divisions et les mouvements centrifuges.